# Somali e lo Spirito della Foresta
Somali e lo Spirito della Foresta (ソマリと森の神様?, Somari to Mori no Kamisama, lett. "Somali e il dio della foresta") è un manga fantasy scritto e disegnato da Yako Gureishi. È stato pubblicato sulla rivista digitale Web Comic Zenyon dal 26 aprile 2015 al 25 ottobre 2019.
In Italia è stato pubblicato da Panini Comics sotto l'etichetta Planet Manga dal 23 gennaio 2020 al 14 gennaio 2021 a cadenza trimestrale.

## Trama
La storia inizia in una foresta, dove una bambina viene trovata da un Golem, che deciderà di adottarla e di farle da figura paterna, per poi partire per un viaggio assieme a lei. I due arrivano in una città governata da alcuni esseri mostruosi e animaleschi chiamati Altraforma, e si recano in una locanda, qui gli Altraforma si stupiscono alla vista della strana coppia. Il Golem, per celare la vera identità della bimba, la fa vestire con un cappuccio con delle finte corna, chiedendole di spacciarsi per un cucciolo di minotauro, mentre quest'ultimo rivelerà di essere uno Spirito Guardiano della Foresta Sacra, la cui durata di vita è pari a quella di mille anni. Un tempo il mondo era diviso pacificamente tra esseri umani e Altraforma, i quali non conoscevano gli uni l'esistenza degli altri, ma un giorno un viaggiatore umano si imbatté in uno dei villaggi dell'altra specie; inizialmente le due razze andarono d'accordo ma a causa degli esseri umani finirono per entrare in conflitto arrivando alle armi. I mutati erano troppo forti e vinsero facilmente lo scontro, da allora tutti i sopravvissuti tra gli umani devono nascondersi, scappare e vivere nell'ombra per avere salva la vita.
Il compito del Golem è quello di riportare la piccola compagna di viaggio dai rispettivi membri della sua specie e così i due continuano il viaggio. Arrivati in un bosco, incontrano un signore anziano umano vestito da animale parlante, che si rifugia all'interno della radura per evitare di venire ucciso dagli Altraforma. Qui il Golem spiega che ha lasciato la Foresta Sacra in quanto gli resta ancora da vivere un anno e centododici giorni e perciò vuole impegnarsi a trovare i genitori della piccola Somali, che diventerà la sua ultima missione.

## Media

### Manga
Il manga, scritto e disegnato da Yako Gureishi, è stato serializzato dal 26 aprile 2015 al 25 ottobre 2019 sulla rivista digitale Web Comic Zenyon edita da Tokuma Shoten sotto l'etichetta Zenon Comics. I vari capitoli sono stati raccolti in sei volumi tankōbon pubblicati dal 20 novembre 2015 al 20 aprile 2019. A causa dei motivi di salute dell'autore la serializzazione del manga è stata cancellata in data 22 dicembre 2020.
In Italia la serie è stata pubblicata da Panini Comics sotto l'etichetta Planet Manga dal 23 gennaio 2020 al 14 gennaio 2021 a cadenza trimestrale.

#### Volumi
| Nº | Data di prima pubblicazione | Data di prima pubblicazione | Data di prima pubblicazione | Data di prima pubblicazione |
| Nº | Giapponese                  | Giapponese                  | Italiano                    | Italiano                    |
| -- | --------------------------- | --------------------------- | --------------------------- | --------------------------- |
| 1  | 20 novembre 2015            | ISBN 978-4-19-980313-0      | 23 gennaio 2020             | ISBN 978-88-912-9219-3      |
| 2  | 20 giugno 2016              | ISBN 978-4-19-980351-2      | 7 maggio 2020               | ISBN 978-88-912-9345-9      |
| 3  | 18 marzo 2017               | ISBN 978-4-19-980400-7      | 25 giugno 2020              | ISBN 978-88-912-9445-6      |
| 4  | 20 dicembre 2017            | ISBN 978-4-19-980465-6      | 24 settembre 2020           | ISBN 978-88-912-9568-2      |
| 5  | 20 agosto 2018              | ISBN 978-4-19-980510-3      | 19 novembre 2020            | ISBN 978-88-912-9664-1      |
| 6  | 20 aprile 2019              | ISBN 978-4-19-980560-8      | 14 gennaio 2021             | ISBN 978-88-912-9756-3      |

### Anime

Logo della serie

Un adattamento anime fu annunciato il 22 marzo 2019. La serie doveva originariamente debuttare ad ottobre 2019, ma in seguito la trasmissione è stata spostata a gennaio 2020. L'anime è stato prodotto dagli studi d'animazione Satelight e HORNETS, con la regia di Kenji Yasuda e il character design di Ikuko Itō. La sceneggiatura è stata affidata a Mariko Mochizuki mentre la colonna sonora a Ryo Yoshimata. È stata trasmessa dal 9 gennaio al 26 marzo 2020 su AbemaTV, Tokyo MX e BS-NTV per un totale di 12 episodi. La sigla d'apertura è Arigatō wa kocchi no kotoba è cantata da Naotarō Moriyama, mentre quella di chiusura si intitola Kokoro Somali, interpretata da Inori Minase.
Crunchyroll ha acquistato i diritti internazionali per distribuire la serie in versione sottotitolata in svariati Paesi al di fuori dell'Asia, tra cui l'Italia.

#### Episodi
| Nº | Titolo italiano Giapponese 「Kanji」 - Rōmaji                                                                 | In onda          | In onda |
| Nº | Titolo italiano Giapponese 「Kanji」 - Rōmaji                                                                 | Giapponese       |         |
| 1  | Un padre e una figlia in viaggio 「旅する親子」 - Tabisuru oyako                                              | 9 gennaio 2020   |         |
| 2  | Il fungo e l'abitazione dei demoni 「くさびらと鬼の住処」 - Kusabira to oni no sumika                         | 16 gennaio 2020  |         |
| 3  | Il mare sul fondo della caverna 「ほら穴の底の海」 - Horaana no soko no umi                                   | 23 gennaio 2020  |         |
| 4  | Il fiore che realizza i desideri e una promessa fatta 「叶える花と願う約束」 - Kanaeru hana to negau yakusoku | 30 gennaio 2020  |         |
| 5  | Uccelli raminghi 「揺蕩いの鳥」 - Yurai no tori                                                               | 6 febbraio 2020  |         |
| 6  | I fiori morenti alzano lo sguardo agli uccelli 「息の根はる花は鳥を仰ぐ」 - Ikinone haru hana wa tori wo aogu | 13 febbraio 2020 |         |
| 7  | I passi che seguono le streghe 「魔女に縋る足取り」 - Majo ni sugaru ashidori                                 | 20 febbraio 2020 |         |
| 8  | Preghiere di incontri e legami 「祈り語る出会いと絆」 - Inori kataru deai to kizuna                           | 27 febbraio 2020 |         |
| 9  | Ricordi di giornate tranquille 「小さな日々の思い出」 - Chīsana hibi no omoide                                | 5 marzo 2020     |         |
| 10 | L'infante e la fortezza verde 「幼子と緑の砦」 - Osanago to midori no toride                                  | 12 marzo 2020    |         |
| 11 | Protettori e aggressori 「護る者と牙剥く者」 - Mamoru mono to kiba muku mono                                  | 19 marzo 2020    |         |
| 12 | Un padre e una figlia, uniti 「心繋ぎ合う親子」 - Kokoro tsunagiau oyako                                      | 26 marzo 2020    |         |